# Тиманка
Тиманка — река в России, протекает в Пономарёвском районе Оренбургской области. Длина реки составляет 17 км.
Исток реки находится около поселка Петровка Пономарёвского района Оренбургской области. Является правобережным притоком реки Дёмы, её устье находится в 457 км от устья реки Дёмы, около села Дюсьметьево.
Населённые пункты у реки: Петровка, Максимовка, Грачёвка.

## Данные водного реестра
По данным государственного водного реестра России относится к Камскому бассейновому округу, водохозяйственный участок реки — Дёмы от истока до водомерного поста у деревни Бочкарёва, речной подбассейн реки — Белая. Речной бассейн реки — Кама.
Код объекта в государственном водном реестре — 10010201312111100024250.